# Brustschmerz
Der Brustschmerz (auch Thoraxschmerz, thorakaler Schmerz, Thorakalgie oder Thorakodynie) ist ein häufiges Symptom in der Medizin mit einer Vielfalt von Ursachen unterschiedlicher Gefährlichkeit. Beteiligte Organe sind in erster Linie Herz, Lunge, Speiseröhre, Muskel- und Skelettsystem des Brustkorbes. Der zeitnahe Ausschluss einer gefährlichen oder lebensbedrohlichen Ursache kann in spezialisierten Notaufnahmen kardiologischer Abteilungen, den sogenannten  Chest Pain Units, erfolgen.
Der Brustschmerz darf nicht mit dem Brustdrüsenschmerz (Mastodynie) oder mit dem Brustwarzenschmerz (Thelalgie) verwechselt werden.

## Herz

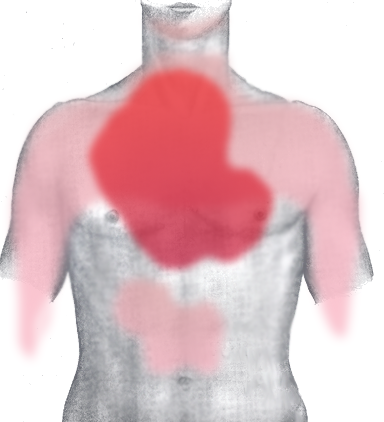
Mögliche Lokalisationen der Schmerzempfindung bei Angina pectoris
rot: häufig und stark
rosa: selten oder ausstrahlend

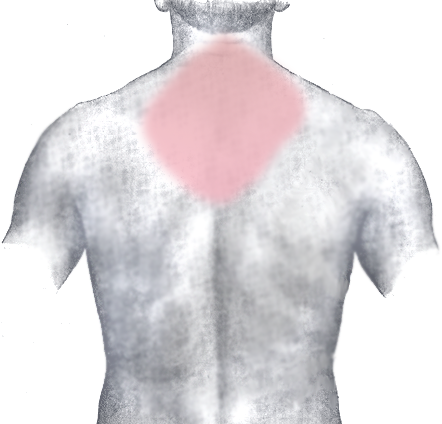
Legende s. o.

### Echte Koronarinsuffizienz
Pektanginöse Beschwerden, hervorgerufen durch Verengung oder Verschluss eines oder mehrerer Herzkranzgefäße bei einer  koronaren Herzerkrankung
- Angina pectoris: dumpfer, bohrender, ziehender Schmerz mit Enge (lateinisch: angina), die als einschnürend oder große Last beschrieben wird. Meist hinter dem Brustbein (lateinisch pectus = Brust), einstrahlend in die linke Schulter, seltener in beide Schultern, in den linken Arm und in den Unterkiefer. Diese Schmerzen sind mit Angst (lateinische Wurzel: angustus) verbunden.
- Herzinfarkt: wie bei Angina pectoris, aber meist schwerer, ohne Besserung auf Nitroglycerin. Die Angst kann zur Todesangst werden.

### Relative Koronarinsuffizienz
Durchblutungseinschränkung der Herzkranzgefäße ohne koronare Herzerkrankung mit Beschwerden einer typischen Angina pectoris
- Hypertrophe obstruktive Kardiomyopathie, verminderter Blutfluss durch den linksventrikulären Ausflusstrakt.
- Hochgradige erworbene Aortenklappenstenose, verminderter Blutfluss über der Aortenklappe
- Angina caerulea: Schmerz bei chronischem Cor pulmonale, eventuell als Ausdruck einer Durchblutungsstörung des rechten Ventrikels
- Syndrom X: Angina pectoris mit pathologischem Belastungs-EKG bei gesunden Herzkranzgefäßen, am ehesten als Einschränkung der Koronarreserve mit guter Prognose zu werten
- Tachykarde Herzrhythmusstörung: präkordiales Druckgefühl
- Aneurysma spurium der Herzwand nach Myokardruptur (Riss der Herzmuskelwand) nach Infarkt
- vasospastische Prinzmetal-Angina, Schmerzen wie bei der echten Angina pectoris

### Sonstiges
- Perikarditis: scharfer, atemabhängiger linksseitiger Schmerz mit Ausstrahlung in Hals, Rücken und Schulter. Verbesserung der Beschwerden im vornübergebeugten Sitzen.
  - bakterieller oder viraler Genese
  - urämischer Genese oder tuberkulöse Ursache, eher schmerzfrei.
  - Dressler-Syndrom, Sonderfall nach Infarkt
- Aortendissektion der Aorta thoracica: therapierefraktärer, plötzlich einschießender Vernichtungsschmerz mit Ausstrahlung in Rücken, Genick, Bauch, evtl. auch Beine

## Lunge und Pleura
- Lungenembolie: Vernichtungsschmerz mit begleitender Luftnot, kleinere Embolien häufig ohne Schmerzen
- Pleuritis: atemabhängiger Schmerz
- Tumor: langsam zunehmender Schmerz
- Spontanpneumothorax: plötzlich auftretende, von atemabhängigen Schmerzen begleitete Luftnot

## Speiseröhre
- Refluxösophagitis: brennender Schmerz hinter dem Brustbein, häufig abends oder nachts, Besserung im Sitzen oder Stehen und nach Trinken von Flüssigkeit
- Spasmus der Speiseröhre: Schmerzen hinter dem Brustbein, unabhängig von der Nahrungsaufnahme oder der Körperhaltung, auch nachts
- Achalasie: nahrungsabhängige retrosternale Schmerzen
- Mallory-Weiss-Syndrom und Boerhaave-Syndrom: retrosternaler Schmerz nach Erbrechen
- Zenker-Divertikel: Schmerzen nach dem Schlucken

## Magen
- Roemheld-Syndrom: Schmerzen nach übermäßiger Mahlzeit, vor allem blähender Speisen
- Gastritis, Schmerzen eher im Oberbauch

## Skelettsystem
- Wirbelsäulensyndrom, insbesondere „(pekt)anginöse Zustände“[1] bei Schädigungen der Brustwirbelsäule: bewegungs- und haltungsabhängiger Schmerz, eventuell mit Schonhaltung
- Intercostalneuralgie: punktueller oder im Verlauf einer Rippe streifenförmiger bewegungsabhängiger Schmerz, der durch Druck verstärkbar ist.
- Tietze-Syndrom: punktueller Druckschmerz der sternalen Knorpelansätze der ersten und zweiten, seltener der dritten und vierten Rippen
- Thoraxtrauma und Rippenfraktur: druck- und bewegungsabhängiger Schmerz eines umschriebenen Bereichs
- Knochenmetastase: punktueller Druckschmerz
- SAPHO-Syndrom: meist einseitiger Schmerz des Gelenks zwischen Schlüssel- und Brustbein
- Eosinophiles Granulom: teils belastungsabhängiger, teils auch nächtlicher lokalisierter Knochenschmerz[2]

## Muskulatur
- Myogelose: punktueller Druckschmerz der verhärteten Muskulatur, häufig neben der Wirbelsäule
- Dermatomyositis: symmetrischer Muskelschmerz
- Trichinose: punktueller muskulärer Druckschmerz, evtl. mit tastbaren Verkalkungen

## Psychosomatisch
- funktioneller Thoraxschmerz, Herzangst, Da-Costa-Syndrom
- als körperlicher Herzschmerz empfundene seelische Belastung, z. B. Liebeskummer

## Sonstiges

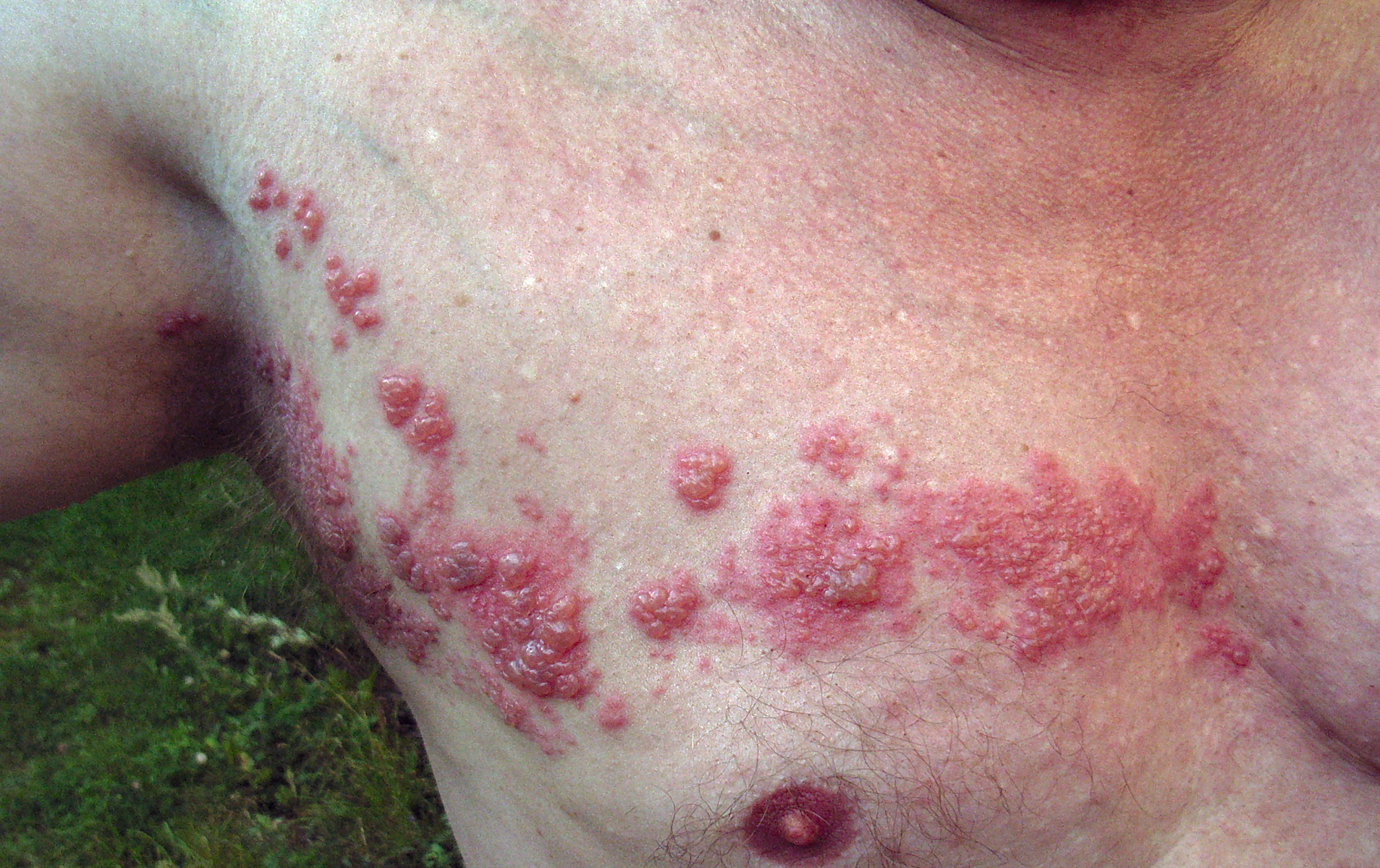
Lokalisation von Herpes zoster auf der Brust

- Herpes zoster: teils sehr schmerzhaftes Brennen in einem umschriebenen Dermatom
- Pankreatitis, Schmerzen eher im Oberbauch
- Gallenkolik, meist in die rechte Schulter ausstrahlende kolikartige Schmerzen
- Brustschmerzen können ein Symptom eines Mastzellaktivierungssyndroms (MCAS) sein.[3]